# Židé ve Frýdku-Místku

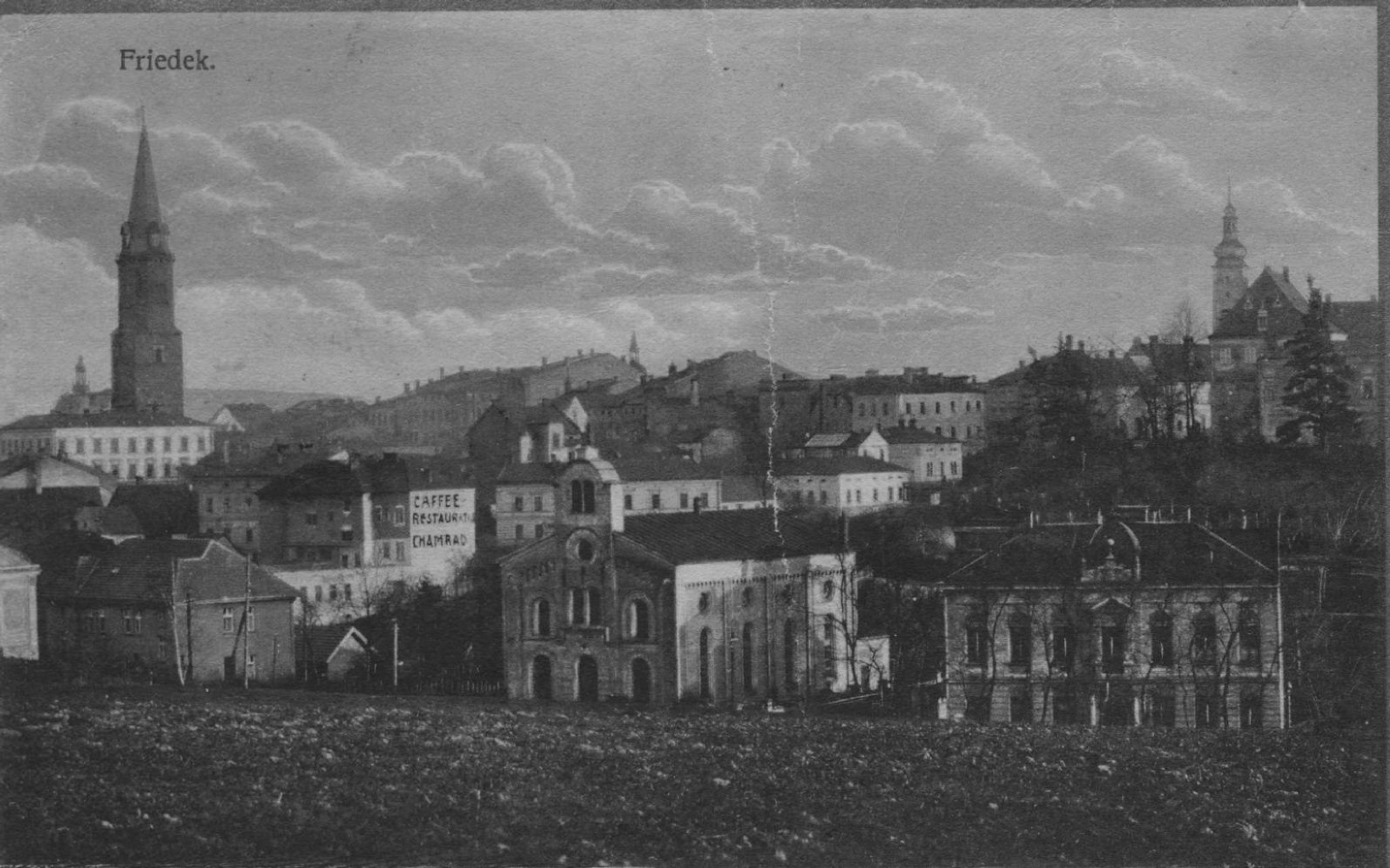
Frýdecká synagoga (uprostřed), židovská škola (vpravo), frýdecký zámek (vpravo vzadu), kostel sv. Jana Křtitele (vlevo vzadu), počátek 20. století

Židovská komunita ve Frýdku-Místku existovala zřejmě od 17. století a zanikla v důsledku holocaustu. Dnes po ní zbylo jen málo památek, zejména frýdecký židovský hřbitov. Frýdecká synagoga byla v 1. polovině 20. stol. zbourána.

## Zrod židovské komunity

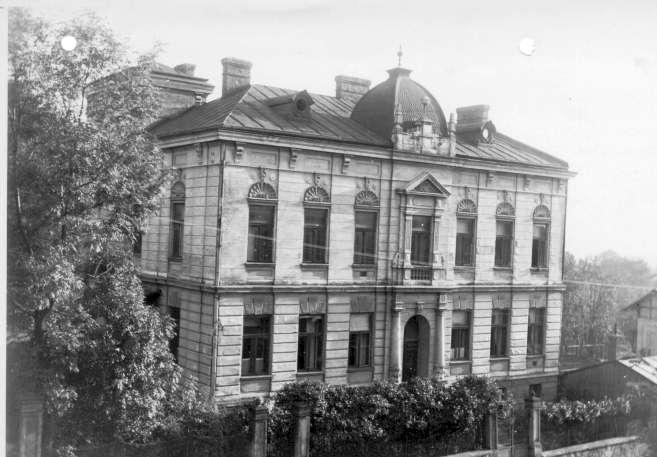
Frýdecká židovská škola okolo roku 1940

První zmínky o pobytu židů na Frýdecko-Místecku pocházejí z poslední čtvrtiny 16. století, listina z roku 1584 se dokonce zmiňuje o tom, že k místecké faře přináleželi židé „od starodávna“. Během 17. století byly jednotlivým židům ve frýdlantsko-místecké části Hukvaldského panství a ve Frýdeckém panství pronajímány vinopalny a vybírání mýtného. Ještě počátkem 18. století však v této oblasti žilo pouze několik málo židovských rodin, z nichž nejvýznamnější byla rodina Löwů a Munků. V průběhu 18. století migraci židů brzdil translokační reskript a familiantský zákon, které roku 1726 vydal císař Karel VI., takže v 60. letech 18. století žila na Frýdecku a Místecku dohromady jen necelá desítka židovských rodin. Kromě toho touto oblastí procházeli také židovští obchodníci.
Změnu ve vývoji židovské populace na Frýdecku a Místecku přineslo až připojení Haliče k habsburské monarchii roku 1772. Za účelem ekonomické integrace nově připojeného území byla roku 1784 vybudována císařská silnice, která vedla z Moravy, procházela Místkem a Frýdkem a pak pokračovala dále přes těšínské Slezsko do Haliče, což výrazně usnadnilo pohyb haličských obchodníků, z nichž podstatná část byla židovského vyznání.
Za panství rodu Pražmů z Bílkova roku 1708 do města přišel Moses Munk, kterého následovaly některé další rodiny díky rušení „censů“ a uvolňování svobody pohybu a usazování osob.
V 19. století se ve Frýdku i v Místku nacházela vcelku početná židovská komunita, která podléhala rabinátu v Těšíně. Vlastní samosprávy, rabinátu, synagogy a školy se frýdečtí Židé dočkali až ve druhé polovině 19. století. Nejvýznamnějšími rodinami v obou městech se staly rodiny textilních magnátů, jejichž činnost se výrazně zapsala i do dnešní podoby města, kde dodnes nacházíme řadu dochovaných průmyslových budov.
Život frýdecké komunity ukončili nacisté. Šoa přežilo jen několik Židů, kteří dnes žijí buď v Izraeli nebo ve frýdecko-místeckém regionu, avšak se změněnou identitou.

## Nejvýznamnější rodiny
- Landsbergerovi - založili dnešní ředitelství Slezanu (SLEZAN 01) v části historicky nazývané „Podhury“, později vystavěli areál na dnešní Nádražní ulici. V areálu ředitelství Slezanu se nachází vedle výrobních hal rovněž bývalý zoopark (zrušený až v 60. letech 20. století - existoval přesně v letech 1960-1976) a vila rodiny Landsbergerů. Adolf Landsberger byl činný ve veřejném životě města, Benno Landsberger byl významným odborníkem na asyrologii a chetitologii. Působil na univerzitách v Lipsku, Ankaře a Chicagu.

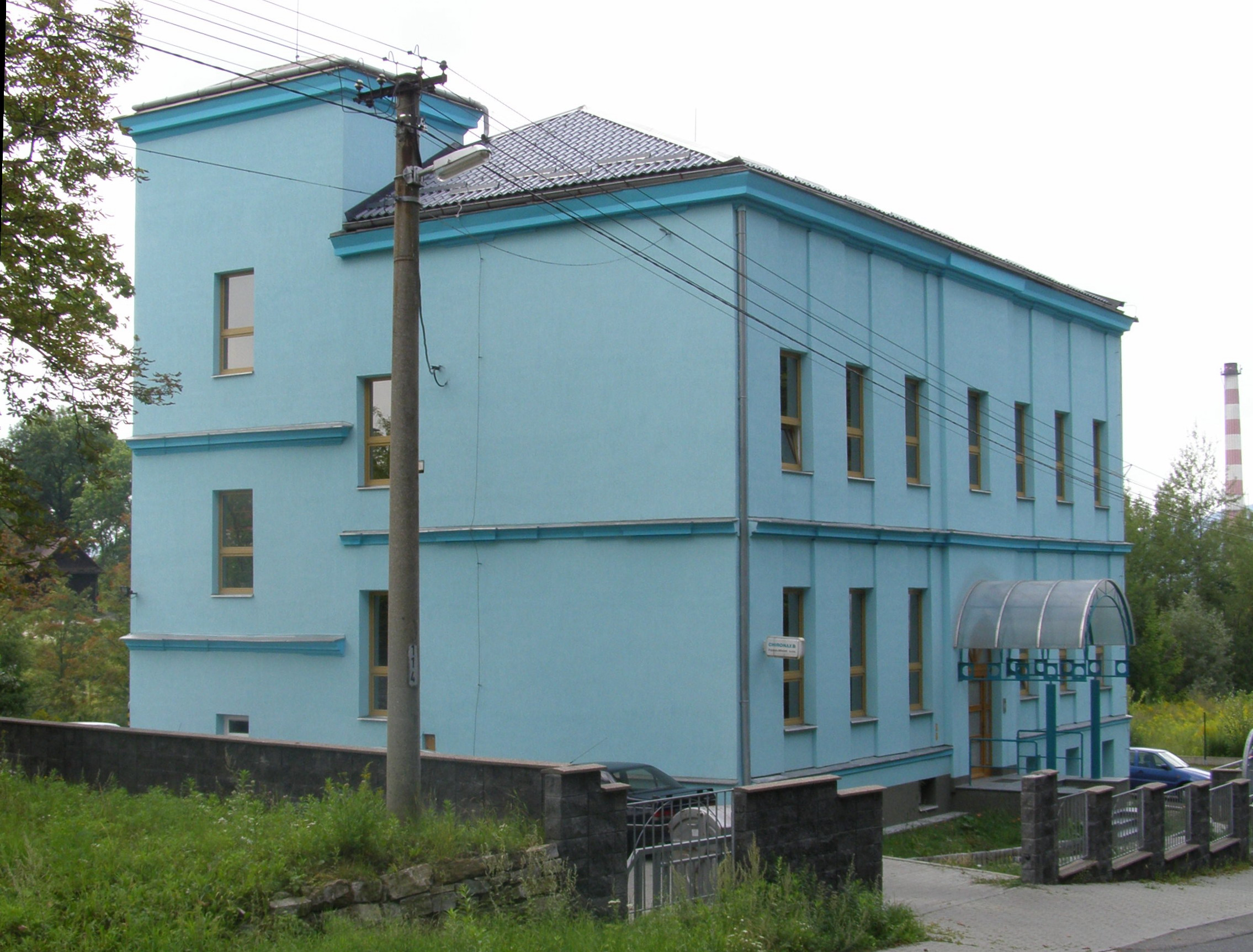
Budova bývalé židovské školy roku 2007

- Lembergerovi - Alois Lemberger (vídeňský podnikatel) skoupil pozemky na pomezí katastru Místku a Koloredova a nechal zde zbudovat moderní průmyslový textilní komplex (SLEZAN 03). V těsné blízkosti byla rovněž postavena vila, která byla stržena při budování Revoluční a Pionýrské třídy v 80. letech 20. století.
- Munkovi - vlastnili areál textilních továren při ulici Nádražní (dnešní Úřad práce) a při ulici Staroměstská (vpravo při cestě od Sekyrovy vily)
- Neumannovi - bratři Neumannové vybudovali textilní továrnu při dnešní ulici Staroměstská (vlevo při cestě od Sekyrovy vily).
- Löwovi - Hermann Löw provozoval v Místku likérku. Dnešní areál společnosti Seliko.

Hospodářská krize frýdecké a místecké textilky postihla významně. První obětí krize se stala hned na počátku třicátých let továrna bratří Neumannů, rovněž textilka Munkova. V důsledku hospodářské tísně spáchal textilník Adolf Lemberger dokonce sebevraždu.